# Fußball-Weltmeisterschaft 1974/Gruppe II
| Pl. | Land        | Sp. | S | U | N | Tore    | Diff. | Punkte |
| --- | ----------- | --- | - | - | - | ------- | ----- | ------ |
| 1.  | Jugoslawien | 3   | 1 | 2 | 0 | 010:100 | +9    | 04:20  |
| 2.  | Brasilien   | 3   | 1 | 2 | 0 | 003:000 | +3    | 04:20  |
| 3.  | Schottland  | 3   | 1 | 2 | 0 | 003:100 | +2    | 04:20  |
| 4.  | Zaire       | 3   | 0 | 0 | 3 | 000:140 | −14   | 0:60   |

Gruppe II der Fußball-Weltmeisterschaft 1974:

## Brasilien – Jugoslawien 0:0
| Brasilien                                                                 | Brasilien | Jugoslawien | Jugoslawien |
| ------------------------------------------------------------------------- | --- | --- | ----------- |
| Brasilien                                                                 | \| 1. Gruppenspiel \| \| Donnerstag, 13. Juni 1974 um 17:00 Uhr in Frankfurt am Main (Waldstadion) \| \| Zuschauer: 62.000 \| \| Schiedsrichter: Rudolf Scheurer ( Schweiz) \| \| Spielbericht \| | \| 1. Gruppenspiel \| \| Donnerstag, 13. Juni 1974 um 17:00 Uhr in Frankfurt am Main (Waldstadion) \| \| Zuschauer: 62.000 \| \| Schiedsrichter: Rudolf Scheurer ( Schweiz) \| \| Spielbericht \|             | Jugoslawien |
| Brasilien                                                                 | Émerson Leão – Luís Pereira – Nelinho, Marinho Peres, Francisco Marinho – Piazza , Roberto Rivelino, Paulo César Lima – Valdomiro, Jairzinho, Leivinha Cheftrainer: Mário Zagallo                 | Enver Marić – Josip Katalinski – Ivan Buljan, Vladislav Bogićević, Enver Hadžiabdić – Dražen Mužinić, Branko Oblak, Jovan Aćimović – Ilija Petković, Ivica Šurjak, Dragan Džajić Cheftrainer: Miljan Miljanić | Jugoslawien |
| Brasilien                                                                 | Oblak (17.), Aćimović (49.) | | Jugoslawien |
| 1. Gruppenspiel                                                           | | |             |
| Donnerstag, 13. Juni 1974 um 17:00 Uhr in Frankfurt am Main (Waldstadion) | | |             |
| Zuschauer: 62.000                                                         | | |             |
| Schiedsrichter: Rudolf Scheurer ( Schweiz)                                | | |             |
| Spielbericht                                                              | | |             |

## Zaire – Schottland 0:2 (0:2)
| Zaire                                                              | Zaire | Schottland | Schottland |
| ------------------------------------------------------------------ | --- | --- | ---------- |
| Zaire                                                              | \| 1. Gruppenspiel \| \| Freitag, 14. Juni 1974 um 19:30 Uhr in Dortmund (Westfalenstadion) \| \| Zuschauer: 27.000 \| \| Schiedsrichter: Gerhard Schulenburg ( BR Deutschland) \| \| Spielbericht \|                                                                        | \| 1. Gruppenspiel \| \| Freitag, 14. Juni 1974 um 19:30 Uhr in Dortmund (Westfalenstadion) \| \| Zuschauer: 27.000 \| \| Schiedsrichter: Gerhard Schulenburg ( BR Deutschland) \| \| Spielbericht \|       | Schottland |
| Zaire                                                              | Mwamba Kazadi – Mwepu Ilunga, Boba Lobilo, Tshimimu Bwanga, Mwanza Mukombo – Adelard Mayanga Maku (64. Uba Kembo Kembo), Massamba Kilasu, Mantantu Kidumu (78. Mafu Kibonge), Mambwene Mana – Pierre Ndaye Mulamba, Etepe Kakoko Cheftrainer: Blagoja Vidinić ( Jugoslawien) | David Harvey – Jim Holton – Sandy Jardine, John Blackley, Danny McGrain – Billy Bremner , Kenny Dalglish (75. Tommy Hutchison), David Hay – Peter Lorimer, Joe Jordan, Denis Law Cheftrainer: Willie Ormond | Schottland |
| Zaire                                                              | 0:1 Lorimer (26.) 0:2 Jordan (34.) | | Schottland |
| Zaire                                                              | Mantantu Kidumu (40.) | Holton (48.) | Schottland |
| 1. Gruppenspiel                                                    | | |            |
| Freitag, 14. Juni 1974 um 19:30 Uhr in Dortmund (Westfalenstadion) | | |            |
| Zuschauer: 27.000                                                  | | |            |
| Schiedsrichter: Gerhard Schulenburg ( BR Deutschland)              | | |            |
| Spielbericht                                                       | | |            |

## Schottland – Brasilien 0:0
| Schottland                                                              | Schottland | Brasilien | Brasilien |
| ----------------------------------------------------------------------- | --- | --- | --------- |
| Schottland                                                              | \| 2. Gruppenspiel \| \| Dienstag, 18. Juni 1974 um 19:30 Uhr in Frankfurt am Main (Waldstadion) \| \| Zuschauer: 62.000 \| \| Schiedsrichter: Arie van Gemert ( Niederlande) \| \| Spielbericht \| | \| 2. Gruppenspiel \| \| Dienstag, 18. Juni 1974 um 19:30 Uhr in Frankfurt am Main (Waldstadion) \| \| Zuschauer: 62.000 \| \| Schiedsrichter: Arie van Gemert ( Niederlande) \| \| Spielbericht \|             | Brasilien |
| Schottland                                                              | David Harvey – Sandy Jardine, Jim Holton, Martin Buchan, Danny McGrain – David Hay, Billy Bremner , Peter Lorimer, Kenny Dalglish – Willie Morgan, Joe Jordan Cheftrainer: Willie Ormond            | Émerson Leão – Luís Pereira – Nelinho, Marinho Peres, Francisco Marinho – Piazza , Roberto Rivelino, Paulo César Lima – Jairzinho, Mirandinha, Leivinha (65. Paulo César Carpegiani) Cheftrainer: Mário Zagallo | Brasilien |
| Schottland                                                              | Roberto Rivelino (35.), F. Marinho (81.), Marinho Peres (87.) | | Brasilien |
| 2. Gruppenspiel                                                         | | |           |
| Dienstag, 18. Juni 1974 um 19:30 Uhr in Frankfurt am Main (Waldstadion) | | |           |
| Zuschauer: 62.000                                                       | | |           |
| Schiedsrichter: Arie van Gemert ( Niederlande)                          | | |           |
| Spielbericht                                                            | | |           |

## Jugoslawien – Zaire 9:0 (6:0)
| Jugoslawien                                                         | Jugoslawien | Zaire | Zaire |
| ------------------------------------------------------------------- | --- | --- | ----- |
| Jugoslawien                                                         | \| 2. Gruppenspiel \| \| Dienstag, 18. Juni 1974 um 19:30 Uhr in Gelsenkirchen (Parkstadion) \| \| Zuschauer: 31.700 \| \| Schiedsrichter: Omar Delgado ( Kolumbien) \| \| Spielbericht \|                   | \| 2. Gruppenspiel \| \| Dienstag, 18. Juni 1974 um 19:30 Uhr in Gelsenkirchen (Parkstadion) \| \| Zuschauer: 31.700 \| \| Schiedsrichter: Omar Delgado ( Kolumbien) \| \| Spielbericht \|                                                                                       | Zaire |
| Jugoslawien                                                         | Enver Marić – Josip Katalinski – Ivan Buljan, Vladislav Bogićević, Enver Hadžiabdić – Jovan Aćimović, Branko Oblak, Ivica Šurjak – Ilija Petković, Dušan Bajević, Dragan Džajić Cheftrainer: Miljan Miljanić | Mwamba Kazadi (21. Dimbi Tubilandu) – Mwepu Ilunga, Boba Lobilo, Tshimimu Bwanga, Mwanza Mukombo – Uba Kembo Kembo, Massamba Kilasu, Mantantu Kidumu , Mambwene Mana – Pierre Ndaye Mulamba, Etepe Kakoko (46. Adelard Mayanga Maku) Cheftrainer: Blagoja Vidinić ( Jugoslawien) | Zaire |
| Jugoslawien                                                         | 1:0 Bajević (8.) 2:0 Džajić (14.) 3:0 Šurjak (18.) 4:0 Katalinski (22.) 5:0 Bajević (30.) 6:0 Bogićević (35.) 7:0 Oblak (61.) 8:0 Petković (65.) 9:0 Bajević (81.)                                           | | Zaire |
| Jugoslawien                                                         | Hadžiabdić (54.) | | Zaire |
| Jugoslawien                                                         | Ndaye Mulamba (23.) | | Zaire |
| 2. Gruppenspiel                                                     | | |       |
| Dienstag, 18. Juni 1974 um 19:30 Uhr in Gelsenkirchen (Parkstadion) | | |       |
| Zuschauer: 31.700                                                   | | |       |
| Schiedsrichter: Omar Delgado ( Kolumbien)                           | | |       |
| Spielbericht                                                        | | |       |

## Schottland – Jugoslawien 1:1 (0:0)
| Schottland                                                             | Schottland | Jugoslawien | Jugoslawien |
| ---------------------------------------------------------------------- | --- | --- | ----------- |
| Schottland                                                             | \| 3. Gruppenspiel \| \| Samstag, 22. Juni 1974 um 16:00 Uhr in Frankfurt am Main (Waldstadion) \| \| Zuschauer: 56.000 \| \| Schiedsrichter: Alfonso González Archundía ( Mexiko) \| \| Spielbericht \|        | \| 3. Gruppenspiel \| \| Samstag, 22. Juni 1974 um 16:00 Uhr in Frankfurt am Main (Waldstadion) \| \| Zuschauer: 56.000 \| \| Schiedsrichter: Alfonso González Archundía ( Mexiko) \| \| Spielbericht \|                            | Jugoslawien |
| Schottland                                                             | David Harvey – Jim Holton – Sandy Jardine, Martin Buchan, Danny McGrain – Willie Morgan, David Hay, Billy Bremner , Kenny Dalglish (65. Tommy Hutchison) – Peter Lorimer, Joe Jordan Cheftrainer: Willie Ormond | Enver Marić – Josip Katalinski – Ivan Buljan, Vladislav Bogićević, Enver Hadžiabdić – Jovan Aćimović, Branko Oblak, Ivica Šurjak – Ilija Petković, Dušan Bajević (70. Stanislav Karasi), Dragan Džajić Cheftrainer: Miljan Miljanić | Jugoslawien |
| Schottland                                                             | 1:1 Jordan (88.) | 0:1 Karasi (81.) | Jugoslawien |
| Schottland                                                             | Jordan (60.), Hay (70.) | Oblak (24.), Katalinski (55.), Bajević (70.) | Jugoslawien |
| 3. Gruppenspiel                                                        | | |             |
| Samstag, 22. Juni 1974 um 16:00 Uhr in Frankfurt am Main (Waldstadion) | | |             |
| Zuschauer: 56.000                                                      | | |             |
| Schiedsrichter: Alfonso González Archundía ( Mexiko)                   | | |             |
| Spielbericht                                                           | | |             |

## Zaire – Brasilien 0:3 (0:1)
| Zaire                                                              | Zaire | Brasilien | Brasilien |
| ------------------------------------------------------------------ | --- | --- | --------- |
| Zaire                                                              | \| 3. Gruppenspiel \| \| Samstag, 22. Juni 1974 um 16:00 Uhr in Gelsenkirchen (Parkstadion) \| \| Zuschauer: 36.200 \| \| Schiedsrichter: Nicolae Rainea ( Rumänien) \| \| Spielbericht \|                                                                                | \| 3. Gruppenspiel \| \| Samstag, 22. Juni 1974 um 16:00 Uhr in Gelsenkirchen (Parkstadion) \| \| Zuschauer: 36.200 \| \| Schiedsrichter: Nicolae Rainea ( Rumänien) \| \| Spielbericht \|                         | Brasilien |
| Zaire                                                              | Mwamba Kazadi – Mwepu Ilunga, Boba Lobilo, Tshimimu Bwanga, Mwanza Mukombo – Kamunda Tshinabu (61. Massamba Kilasu), Mafu Kibonge, Mantantu Kidumu (62. Uba Kembo Kembo), Mambwene Mana – Kalala Ntumba, Adelard Mayanga Maku Cheftrainer: Blagoja Vidinić ( Jugoslawien) | Émerson Leão – Luís Pereira – Nelinho, Marinho Peres, Francisco Marinho – Piazza (60. Mirandinha), Paulo César Carpegiani, Roberto Rivelino – Jairzinho, Leivinha (12. Valdomiro), Edú, Cheftrainer: Mário Zagallo | Brasilien |
| Zaire                                                              | 0:1 Jairzinho (12.) 0:2 Roberto Rivelino (66.) 0:3 Valdomiro (79.) | | Brasilien |
| Zaire                                                              | Mwepu Ilunga (78.) | Mirandinha (77.) | Brasilien |
| 3. Gruppenspiel                                                    | | |           |
| Samstag, 22. Juni 1974 um 16:00 Uhr in Gelsenkirchen (Parkstadion) | | |           |
| Zuschauer: 36.200                                                  | | |           |
| Schiedsrichter: Nicolae Rainea ( Rumänien)                         | | |           |
| Spielbericht                                                       | | |           |